# Idioma nomatsigenga
La lengua nomatsigenga es una lengua amazónica hablada en Perú que pertenece a la familia lingüística arawak o arahuaca y es hablada por el pueblo del mismo nombre en la cuenca de los ríos Perené, Ene, Saniberi, Satipo y Anapati, entre otros, ubicados en los distritos del departamento de Junín, en Perú.
Esta lengua tiene una predominancia en el distrito de Pangoa. En ese sentido, la lengua nomatsigenga es la lengua oficial en el distrito de Pangoa (provincia de Satipo), ubicado en el departamento de Junín.

## Ubicación geográfica
La ubicación de las poblaciones hablantes de la lengua sharanahua, se encuentran en los distritos de Mazamari, Pangoa y Satipo en la provincia de Satipo en el departamento de Junín.

## Población hablante
Según el censo peruano de 2017, esta lengua cuenta con 3895 hablantes a nivel nacional, mientras que la población que se autoidentifica como nomatsigenga es de 5271.
De los 3895 hablantes de la lengua nomatsigenga, el 1982 son hombres y 1913 mujeres. La mayor cantidad de hablantes se encuentra en el grupo etario de 5 a 9 años de edad con 1393 hablantes (723 hombres y 670 mujeres).

## Grado de vitalidad
Según el Ministerio de Educación (2013), el nomatsigenga es una lengua vital, pues es hablada por todas las generaciones del pueblo indígena nomatsigenga.

## Situación de su escritura
La lengua nomatsigenga cuenta con un alfabeto oficial establecido mediante Resolución Directoral No 0926-2011-ED y Resolución Ministerial N.º 303-2015-MINEDU, del 12 de junio del 2015, con 22 grafías: a, b, ch, e, ë, g, i, j, k, m, n, ñ, ng, o, p, r, s, sh, t, ts, ty, y.